# Avrig
Avrig là một thị xã thuộc hạt Sibiu, România. Dân số thời điểm năm 2002 là 14259 người.